# Szent Mihály és Gábriel arkangyalok fatemplom (Szomordok)
A Szent Mihály és Gábriel arkangyalok fatemplom műemlékké nyilvánított épület Romániában, Kolozs megyében. A romániai műemlékek jegyzékében a  CJ-II-m-B-07773 sorszámon szerepel.